# Cassiel Rousseau
Cassiel Emmanuel Rousseau (Brisbane, 4 de febrero de 2001) es un deportista australiano que compite en saltos de plataforma. Es nieto del ciclista Michel Rousseau.
Ganó cuatro medallas en el Campeonato Mundial de Natación entre los años 2023 y 2025.
Participó en dos Juegos Olímpicos de Verano, ocupando el octavo lugar en Tokio 2020 y el cuarto en París 2024, en la prueba de plataforma 10 m.

## Palmarés internacional
| Campeonato Mundial | Campeonato Mundial  | Campeonato Mundial | Campeonato Mundial   |
| Año                | Lugar               | Medalla            | Prueba               |
| ------------------ | ------------------- | ------------------ | -------------------- |
| 2023               | Fukuoka (Japón)     | Medalla de oro     | Plataforma 10 m      |
| 2024               | Doha (Catar)        | Medalla de bronce  | Equipo mixto         |
| 2025               | Singapur (Singapur) | Medalla de oro     | Plataforma 10 m      |
| 2025               | Singapur (Singapur) | Medalla de plata   | Trampolín 3 m sincro |